# Acanthiophilus trypaneodes
Acanthiophilus trypaneodes är en tvåvingeart som beskrevs av Erich Martin Hering 1937. Acanthiophilus trypaneodes ingår i släktet Acanthiophilus och familjen borrflugor.
Artens utbredningsområde är Etiopien. Inga underarter finns listade i Catalogue of Life.